# Tales of the Jedi: Sith War

## Introducción
El 1 de agosto de 1995, Dark Horse editó en inglés para Estados Unidos el primer volumen de la serie de seis volúmenes que trataban del Periodo de la Antigua República, de la Guerra Sith del universo ficticio de Star Wars. El sexto volumen fue publicado el 1 de enero de 1996 y el recopilatorio fue editado el 1 de julio del mismo año.

## Historia
Seis meses después de lo acontecido en Tales of the Jedi: Dark Lords of the Sith los mandalorianos y los Krath se han aliado con los Sith, que cada día suman más naves, soldados y mundos a su ejército. Al tiempo, muchos Aprendices Jedi se alejan de sus Maestros, voluntariamente o engañados, para volar hacia Yavin 4 en busca de nuevos conocimientos...
La esperanza está en la descordinación de los Sith y en que Ulic Qel-Droma vuelva al Lado Luminoso. El futuro es muy negro tras los ataques a los centros de la República y de los Jedi: Coruscant y Ossus, y tras la muerte de muchos Jedi: algunos consagrados Maestros...

## Apartado Técnico
Kevin J. Anderson debutó por primera vez como guionista del cómic Star Wars en solitario; a los lápices lo acompañó Dario Carrasco Jr.

## Enlaces
- Dark Horse
- Índice cronológico de cómics de Star Wars

- Datos: Q3648244